# Ligustrum lucidum
Espèce
Classification phylogénétique
Statut de conservation UICN

 LC  : Préoccupation mineure
Ligustrum lucidum, le Troène luisant ou Troène de Chine, est une espèce de plantes à fleurs dicotylédones de la famille des Oleaceae. C'est un arbre ou un arbuste originaire d'Extrême-Orient.
C'est un petit arbre ou arbuste à feuilles persistantes, d'un vert foncé brillant à leur face supérieure, pouvant atteindre 14 m de haut, fleurissant en plein été. Il est cultivé comme arbre d'ornement ou pour constituer des haies.
L'espèce a été introduite dans de nombreux pays et est devenue envahissante dans certaines régions par sa capacité à s'adapter à différents habitats. Les fruits sont utilisés dans la médecine traditionnelle chinoise. La plante est considérée comme toxique, notamment les fruits, à cause de la présence de certains glycosides, en particulier la ligustrine.
Elle est arrivée[Où ?] en 1794 d'Extrême-Orient (Chine et Japon).

## Description

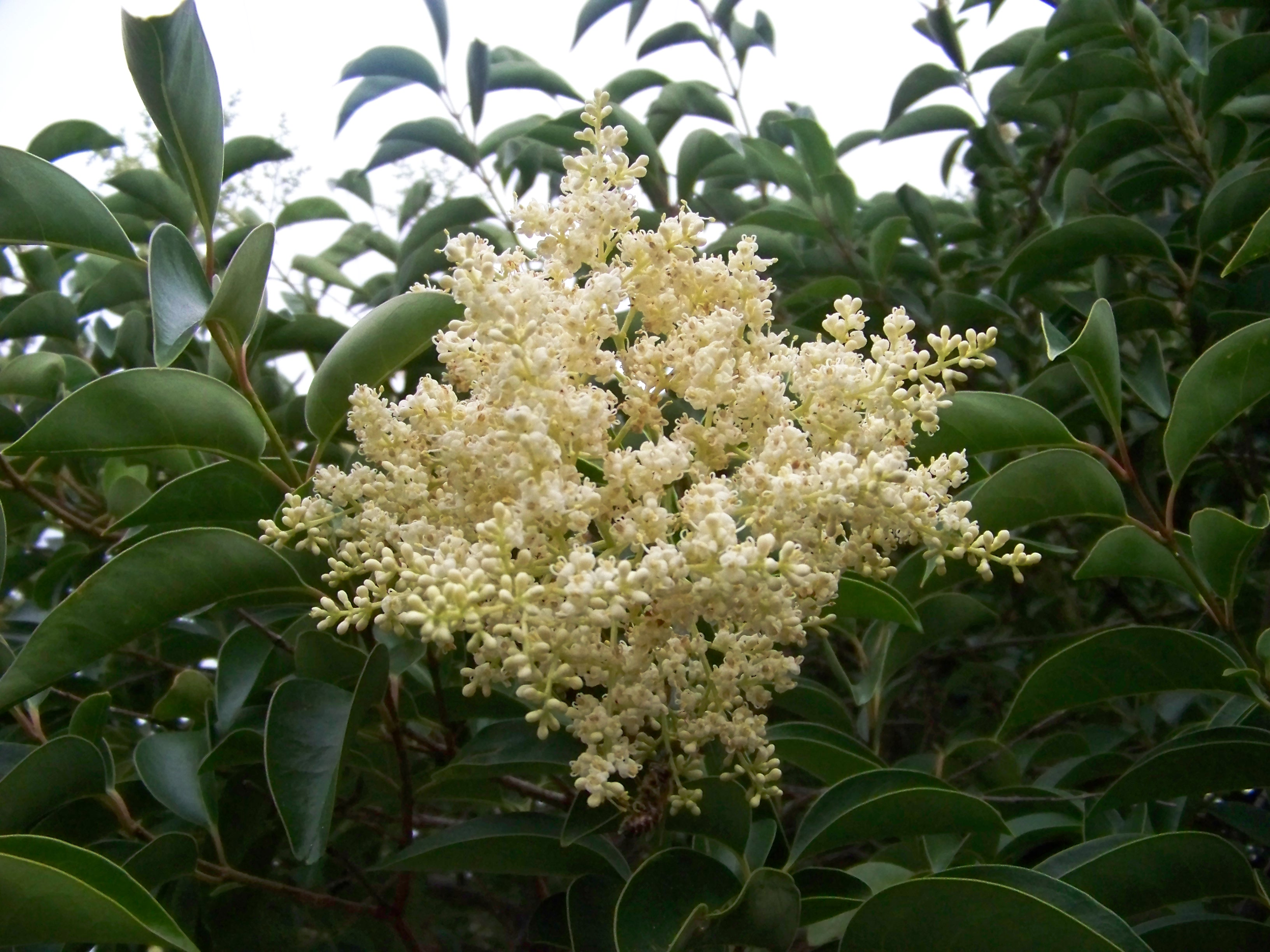
Fleurs et feuilles.

Ligustrum lucidum est un arbuste ou arbre pouvant atteindre 14 m de haut (voire 25 m dans certaines conditions).

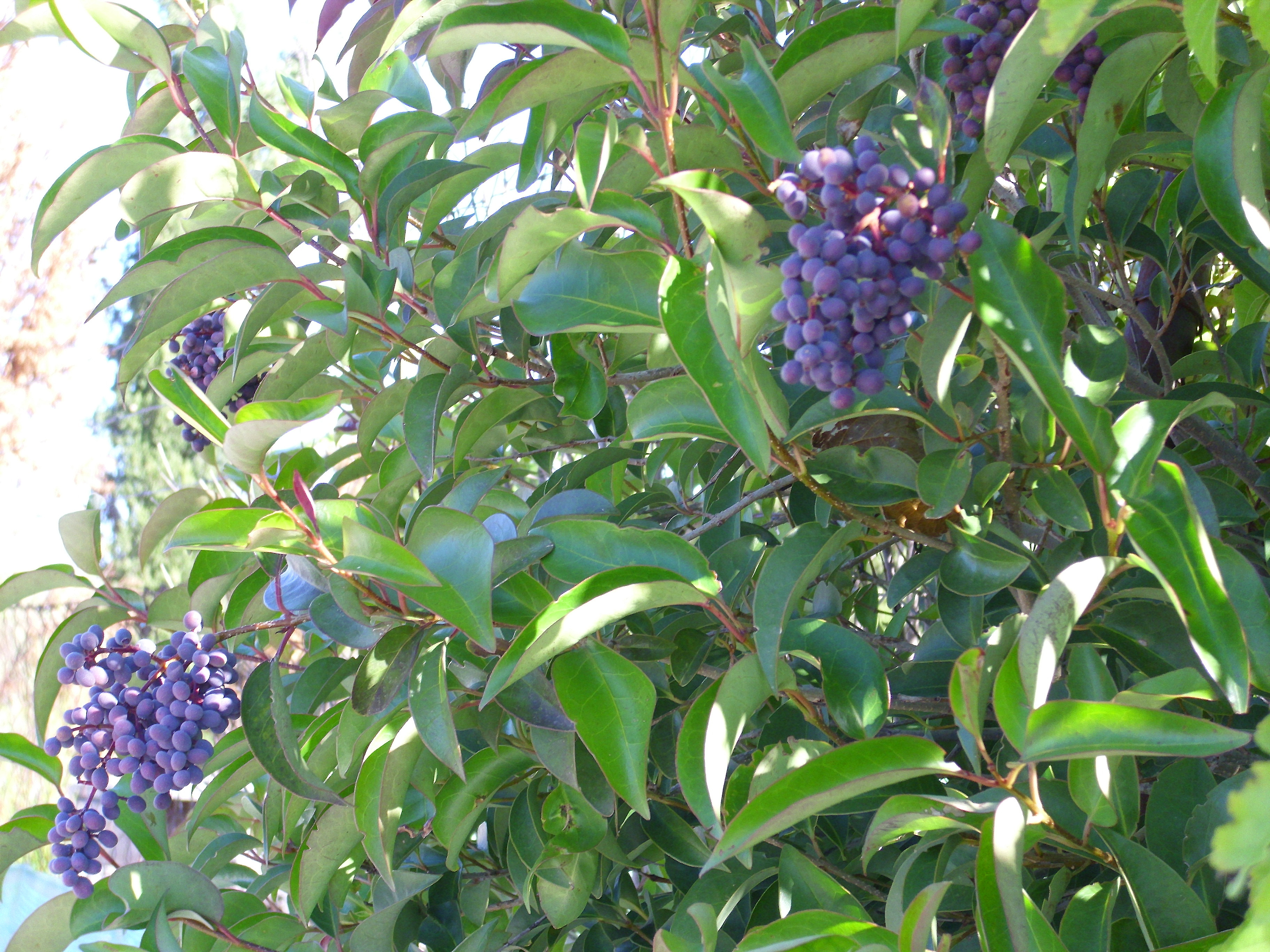
Grappes de fruits.

Les feuilles, persistantes, opposées, glabres, au court pétiole de 1 à 3 cm, ont un limbe de forme ovale à elliptique ou lancéolée, à base arrondie et apex acuminé, mesurant de 6 à 17 cm de long sur 3 à 8 cm de large. Toutefois, les feuilles sont caduques chez Ligustrum lucidum f. latifolium.
L'inflorescence est une panicule terminale, de 8 à 20 cm de long sur 8 à 25 cm de large.
Les fleurs, sessile ou subsessiles, ont une corolle de 4 à 5 mm de diamètre.
Les fruits sont des baies d'un bleu-noir profond, réniformes, de 7 à 10 mm de long sur 4 à 6 mm de large.
Ces fruits, non comestibles, subsistent sur la plante une partie de l'hiver.
En Chine, la floraison s'étale de mai à juillet.
Dans d'autres régions notamment en Europe et aux États-Unis, la floraison a lieu en fin d'été.

## Distribution et habitat
L'aire de répartition originelle de Ligustrum lucidum comprend la Chine, la Corée et le Japon. En Chine, elle s'étend dans les provinces de Anhui, Fujian, Gansu, Guangdong, Guangxi, Guizhou, Hainan, Henan, Hubei, Hunan, Jiangsu, Jiangxi, Shaanxi, Sichuan, Xizang (Tibet), Yunnan, Zhejiang.
L'espèce est largement cultivée et s'est naturalisée dans de nombreux pays, notamment, :
- en Afrique australe (Mozambique, Afrique du Sud) ;
- en Australasie et Océanie (Australie et Nouvelle-Zélande, Île Norfolk, Tonga, Hawaï[5], Nouvelle-Calédonie[6]) ;
- En Amérique du Nord et du Sud (États-Unis, Bermudes, Argentine[7], Uruguay[8]).

En Chine, la plante se rencontre dans les bois et forêts jusqu'à 2 900 m d'altitude.
Ligustrum lucidum survit facilement dans une grande diversité d'habitats secs ou humides : forêts, lisières forestières, rives des cours d'eau, terres humides, jardins, friches et zones perturbées, bords de routes, dunes et falaises littorales. L'arbre peut croître jusqu'à 2 000 m d'altitude à Hawaï.

### Plante envahissante
Ligustrum lucidum a été signalée comme plante envahissante dans certaines régions des pays suivants : Argentine, Australie, Mozambique, Afrique du Sud et États-Unis, où cette plante peut former des peuplements denses et impénétrables capables de supplanter la flore indigène et de réduire la biodiversité.
L'introduction de cette plante en Nouvelle-Calédonie est interdite.
En France métropolitaine, le troène luisant s'est naturalisé au sud de la Loire, à l'exclusion des reliefs car sa zone de rusticité est 8a, équivalente à des températures minimales comprises entre -12,2 et −9,5 °C. On le rencontre principalement vers la Côte d'Azur. Dès 1888 il est signalé dans la Drôme. En compétition avec les espèces locales, il peut les supplanter quand rien n'est fait pour limiter sa propagation.

## Taxinomie
Le genre Ligustrum a fait l'objet de plusieurs révisions successives et l'opinion actuelle est que les distinctions entre les diverses espèces de ce genre sont minimes.
Le nom accepté de l'espèce, Ligustrum lucidum, a été publié par le botaniste anglais, William Townsend Aiton, dans son Hortus Kewensis or a Catalogue of the Plants Cultivated in the Royal Botanic Garden at Kew. London (2nd ed.) 1: 19. 1810.

### Synonymes
Selon Catalogue of Life (16 août 2016) :
- Esquirolia sinensis H.Lév.
- Ligustrum compactum var. latifolium W.C.Cheng
- Ligustrum esquirolii H.Lév.
- Ligustrum lucidum var. alivonii Rehder
- Ligustrum lucidum var. aureomarginatum Rehder
- Ligustrum lucidum var. esquirolii H.Lév.
- Ligustrum lucidum f. latifolium (W.C.Cheng) P.S.Hsu
- Ligustrum lucidum var. tricolor Rehder
- Ligustrum lucidum var. xideense J.L.Liu
- Ligustrum magnoliifolium Dippel
- Ligustrum roxburghii Blume
- Ligustrum wallichii Vis.
- Olea chinensis Sweet
- Olea clavata G.Don
- Phillyrea paniculata Roxb.
- Phillyrea terminalis B.Heyne ex Wall., nom. nud.
- Phillyrea terminalis Roxb. ex Wall., nom. nud.
- Visiania paniculata (Roxb.) DC.

### Liste des variétés
Selon Tropicos (16 août 2016) (Attention liste brute contenant possiblement des synonymes) :
- Ligustrum lucidum var. alivonii Rehder
- Ligustrum lucidum var. aureomarginatum Rehder
- Ligustrum lucidum var. coriaceum (Carrière) Decne.
- Ligustrum lucidum var. esquirolii (H. Lév.) H. Lév.
- Ligustrum lucidum var. tricolor Rehder
- Ligustrum lucidum var. xideense J.L. Liu

## Utilisation
En Chine, cet arbuste est parfois cultivé pour produire de la cire, utilisée ensuite pour la fabrication de bougies ou pour des usages médicinaux. Cette cire est sécrétée par des insectes (cochenilles) qui vivent sur la plante. Il est dans ce pays l'hôte principal d'une espèce de cochenilles, Ericerus pela (famille des Coccidae).

### Plante ornementale

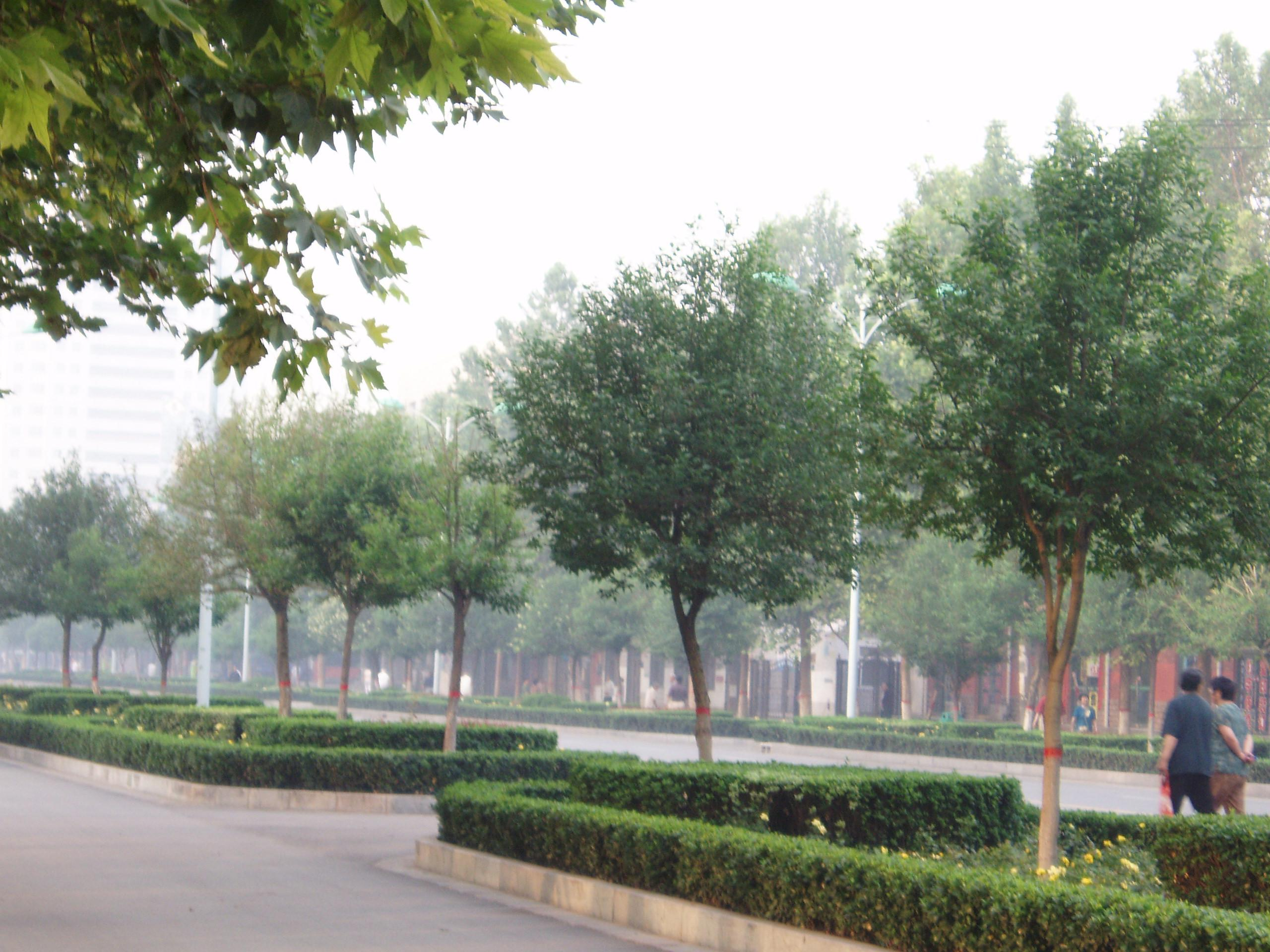
Troènes de Chine en arbres d'alignement.

En raison de sa croissance rapide et de sa tolérance à diverses conditions environnementales, notamment en milieu urbain, Ligustrum lucidum est une plante largement cultivée à des fins ornementales et utilitaires, pour la constitution de haies et de brise-vent, ou comme arbre d'alignement sur les trottoirs ou dans les parcs de stationnement. Elle a pour cette raison été introduite dans de nombreux pays, et s'est souvent naturalisée.
De nombreuses variétés horticoles (cultivars) ont été sélectionnées, en particulier aux États-Unis, souvent pour leur feuillage plus décoratif (panachures ou marbrures), pour leur port aux branches retombantes, pour leur croissance compacte ou pour leur plus grande rusticité. On peut citer notamment les cultivars 'Alivonii', 'Aureovariegatum', 'Davidson Hardy', 'Excelsum Superbum', 'Golden Wax', Hogan Variegated', 'Latifolium', 'Marble Magic, 'Texanum Variegatum', 'Tricolor', 'West Harch Glory',.
Le  cultivar à feuilles panachées 'Excelsum Superbum' a reçu l'Award of Garden Merit (prix du mérite des jardins) décerné par la Société royale d'horticulture à Londres.
Ligustrum lucidum peut être cultivé en bonsaï,.

### Plante médicinale
Ligustrum lucidum est une plante médicinale dont les baies sont utilisées depuis longtemps dans la médecine traditionnelle chinoise comme tonique « yin ».
Le Ligustrum lucidum est utilisé en médecine traditionnelle chinoise depuis plus de 1000 ans en raison de ses propriétés anti-tumorales, antimutagènes, antidiabétiques et hépatoprotectrices. Le traitement à l'acide oléanolique pourrait stimuler la libération d'insuline et, par conséquent, entraîner la modulation des taux de glucose et la régulation du métabolisme des lipides.
Les baies, souvent combinées avec d'autres plantes, servent à traiter diverses affections telles que baisse de l'acuité visuelle, vertiges, fièvre, insomnie et douleurs lombaires.
Certains herboristes l'utilisent aussi pour traiter les effets secondaires causés par la chimiothérapie et pour améliorer la fonction immunitaire chez les patients cancéreux. Des études in vitro chez les rongeurs ont montré que cette plante a des propriétés antioxydantes, antitumorales, et des effets immunomodulateurs. Toutefois, on manque de données concernant ses effets chez l'homme.